# Kościół Wniebowzięcia Najświętszej Maryi Panny w Wiśle
Kościół Wniebowzięcia Najświętszej Maryi Panny – rzymskokatolicki kościół parafialny należący do dekanatu Wisła diecezji bielsko-żywieckiej.
W 1851 roku administrator komory w Cieszynie Rath v. Kalkberg postarał się o ustalenie patronatu dla świątyni w Wiśle i w tym samym roku w lecie rozpoczęto budowę obecnej murowanej świątyni. Prace budowlane zostały ukończone w 1865 roku. Zwiększający się z roku na rok ruch wczasowiczów i turystów zmusił parafię do rozbudowania świątyni. Budowa została rozpoczęta w czerwcu 1970 roku. Został wówczas unowocześniony wystrój wnętrza świątyni.
Podczas rozbudowy została zachowana XIX-wieczna neogotycka stylistyka świątyni. Wewnątrz kościoła znajdują się duże witraże oraz obraz przedstawiający moment Wniebowzięcia Najświętszej Maryi Panny.